# Роберт О'Браєн
Роберт Чарлз О'Браєн-молодший (англ. Robert Charles O'Brien, Jr.; нар. 18 червня 1966, Лос-Анджелес, Каліфорнія) — американський юрист, радник президента США з національної безпеки з 18 вересня 2019 року до 20 січня 2021.
Обіймав посади в адміністраціях Буша, Обами та Трампа.

## Біографія

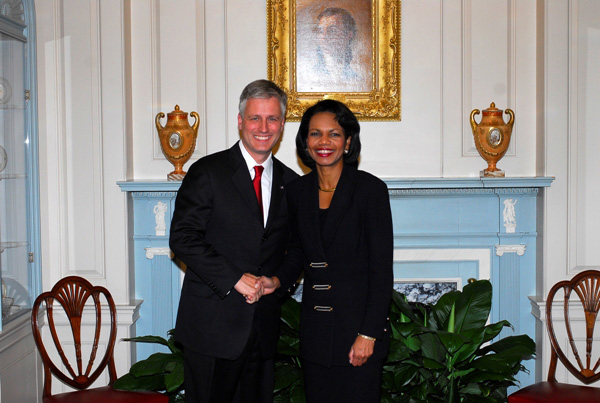
О'Браєн з Кондолізою Райс у 2007 році

О'Браєн виріс у Санта-Розі, штат Каліфорнія, де відвідував середню школу кардинала Ньюмена. У 1988 році отримав ступінь бакалавра з політології в Університеті Каліфорнії у Лос-Анджелесі, у 1991 році закінчив Школу права Університету Каліфорнії (Берклі). Був майором резерву армії США.
З 1996 по 1998 рік — юридичний працівник Комісії з питань компенсацій Організації Об'єднаних Націй у Женеві, Швейцарія.
О'Браєн працював керуючим партнером юридичної фірми Arent Fox LLP.
Цивільний спостерігач Тихоокеанської ради з питань міжнародної політики. Він був членом делегацій Міжнародного республіканського інституту, які спостерігали за президентськими виборами в Грузії 2013 року та парламентськими виборами в Україні 2014 року.
Партнер юридичної фірми Larson O'Brien LLP в Лос-Анджелесі.

## Адміністрації Джорджа Буша та Обами
Був висунутий президентом Джорджем Бушем на посаду альтернативного представника США на 60-й сесії Генеральної Асамблеї ООН протягом 2005–2006 років.
Обіймав посаду співголови Державно-приватного партнерства з питань правосуддя в Афганістані.
31 липня 2008 року президент Буш оголосив про намір призначити О'Браєна членом Консультативного комітету з питань культурної власності.
У жовтні 2011 року О'Браєн став радником президентської кампанії Мітта Ромні.
У травні 2015 року став радником з питань зовнішньої політики та національної безпеки президентської кампанії губернатора Вісконсину Скотта Вокера. Пізніше він працював консультантом Теда Круза.

## Адміністрація Трампа
У 2017 році був кандидатом на посаду міністра військово-морських сил в адміністрації Дональда Трампа.
З 2018 по 2019 рік — спеціальний представник президента з питань заручників.